# Fidel Zurlauben
Fidel Zurlauben (* 1. März 1675 in Zug; † 26. Februar 1731 in Luzern) war der letzte politische Vertreter des Geschlechts Zurlauben aus Zug in der Schweiz.

## Leben

### Fidel als Patron und Haupt der Familie Zurlauben
Nach dem Tod seines Bruders Beat Jakob II. (1660–1717) stieg Fidel Zurlauben in die höchste Position der innerfamiliären Hierarchie auf. Seine politische Laufbahn begann er als Stadtschreiber in Zug, dem lukrativsten aller Ämter. Danach waltete er als Obervogt von Oberrüti, 1708 wurde er Landvogt im Rheintal, 1709 parallel dazu Stadtschreiber, 1717 Stabführer (das höchste Amt der Stadt Zug, das zwischen 1678 und 1728 „traditionellerweise“ von Angehörigen der Zurlauben besetzt wurde) sowie Stadt und Amtsrat, 1718 Statthalter (Vertreter des Ammanns von Stadt und Amt Zug) und 1722 schliesslich Ammann.
Um im politischen Alltag seiner Rolle als Haupt der Familie gerecht zu werden und zum Wohl der Familie agieren zu können, basierte seine Machtposition auf der Verfügungsgewalt über eine Anzahl wichtiger Patronageressourcen, die ihm den Aufbau und den Unterhalt eines breiten Klientelnetzes ermöglichten. Von besonderer Bedeutung war einerseits seine Tätigkeit als Pensionenverteiler und andererseits als Inhaber des Salzmonopols.
Als Pensionenverteiler kam Fidel das besondere Privileg zu, die französischen Verehrgelder verteilen zu dürfen. Die Familie Zurlauben wurde aufgrund ihrer engen Kontakte zur französischen Krone dazu bestimmt diese einflussreiche Arbeit vor Ort zu übernehmen. Als lokale Vertrauensperson der französischen Krone konnte Fidel Zurlauben die Personenlisten mit den Geldempfängern aufstellen und sich dadurch ein breites Klientelnetz finanzieren. Das Verteilungssystem eröffnete ihm einen beachtlichen Handlungsspielraum und machte ihn zu einer Persönlichkeit mit hohem sozio-ökonomischem Status. Fidel Zurlauben waltete von 1712 bis zu seinem Sturz 1729 als Pensionenverteiler.
Neben seiner Tätigkeit als Pensionenverteiler war Fidel Zurlauben seit dem Tod seines Bruders Beat Jakob II auch Inhaber des Salzregals, das eine der wichtigsten Ressourcen politischer Patronage darstellte. Nach der Einverleibung der Freigrafschaft Burgund (1678) erhielt Zug 1691 vom französischen König einen Traktat für 600 Fass verbilligtes Burgundersalz. Der Zuger Rat trat den Traktat am 3. November 1691 an Beat Jakob II Zurlauben ab. Sechs Jahre später wurde dieser zudem Hauptpächter des Salzhandelsregals für hallisches Salz und 1706 schliesslich Inhaber des Meersalzvertrags. Nach dessen Tod 1717 übernahm Fidel den lukrativen Salzhandel seines Bruders.
Fidel Zurlauben verstand es allerdings nicht seine Machtposition langfristig zu festigen. Während seiner Zeit als einflussreicher Patron machte er sich ausserhalb teils auch innerhalb der Familie viele Feinde.

### Der Sturz Fidel Zurlaubens
Die politische Karriere Fidel Zurlaubens endete am 18. Juli 1729, als er während der Wirren des ersten Harten- und Lindenhandels von der Zuger Obrigkeit zu 101 Jahren Verbannung und einer hohen Wiedergutmachungssumme verurteilt wurde. Nachdem seine Machtposition einerseits durch innerfamiliäre Konflikte bereits geschwächt gewesen war und andererseits der steigende Unmut der Bevölkerung über den mächtigen Patron sich öffentlich zu entladen begonnen hatte, wurde gegen Fidel ein Gerichtsverfahren eingeleitet. Trotz einigen Bestechungsversuchen konnte er sich dem Prozess und der Verurteilung nicht mehr entziehen. Als Gründe für die harte Strafe nannte der Zuger Rat Ungehorsam gegenüber der Obrigkeit sowie Betrug und Korruption in Bezug auf das Salz- und Pensionengeschäft. Weil der Rat wusste, dass das Urteil gegen einen Vertreter der einflussreichen Zurlauben grosses Aufsehen erregen würde, verfasste er eine Verteidigungsschrift mit dem Titel Series facti, das ist: Treu-auffrichtiger Entwurff, des von Alt-Ammann Fidel Zurlauben, untreu-geführten Königlich Burgundischen Saltz-Handels, begleitet von dem allzubekanten, bis dahin annoch unbekanten Pension-Geschäft. Samt der unter dem 18ten Julii lauffenden Jahres übr Ihne erlassenen End-Urtheil. In dem Dokument bezieht der Zuger Rat ausführlich Stellung zu den Vorwürfen gegen Fidel und den Gründen seiner Verurteilung.
Das vernichtende Urteil aus dem Salzprozess beendete nicht nur Fidels Karriere, sondern auch die über 300 Jahre andauernde Machtstellung des Zurlauben Geschlechts in Zug. Fidel floh bereits während des Gerichtsprozesses nach Luzern, wo er 1731 starb.

## Genealogische Stichworte
Die folgenden Angaben entstammen der Arbeit von Kurt-Werner Meier über die Familie Zurlauben:
- Eltern: Als zwölftes Kind von Ammann Beat Jakob I. (1615–1690) und der Maria Margaretha Pfyffer von Wyer in Zug geboren.
- Ehen: In erster Ehe verheiratet ca. 1695 mit Maria Katharina Atlanta Adelheid Meyer von Baldegg; in zweiter Ehe am 26. August 1726 mit Maria Katharina Segesser von Brunegg.
- Kinder aus der ersten Ehe:
  - Maria Margaretha Katharina, * 23. November 1696, † 16. Oktober 1753
  - Anna Katharina Beatrix, * 1. Dezember 1697, † 30. November 1738
  - Maria Barbara Josepha, * 16. Februar 1699, † 22. November 1750
  - Maria Anna Verena, * 1701, † 1757
  - Maria Louisa Franziska, * 25. Mai 1703, † 4. März 1708
  - Plazidus Anton Leonz, * 15. November 1704
  - Beat Gerold Fidel, * 3. Oktober 1706, † Lille 22. Oktober 1742 (Hauptmann in französischen Diensten)
  - Rudolf Beat Jakob Anton, * 27. April 1708, † 23. Juli 1777 (Hauptmann, Oberstleutnant in französischen Diensten)
  - Maria Esther Atlanta, * 15. Februar 1711
  - Maria Franziska Elisabeth, * 12. Mai 1714, † 1715

## Fidels militärische und politische Karriere im Überblick
- Um 1690 Auswärtige Studien in Luzern und Paris
- Hauptmann in französischen Diensten
- 1696–1698 Twingherr von Oberrüti und Pfleger von St. Wolfgang
- 1700/01, 1701/02 Mitglied des Wochengerichts
- 1706–1729 Landeshauptmann der Freien Ämter
- 1708–1710 Landvogt im Rheintal
- 1709–1717 Stadtschreiber
- 1717–1729 Stadt- und Amtsrat
- 1717–1728 Stabführer
- 1717 Erbmarschall von Muri
- 1717 Gerichtsherr von Anglikon und Hembrunn
- 1718–1722 Statthalter
- 1722–1725 Ammann[2]